# Papiro 118

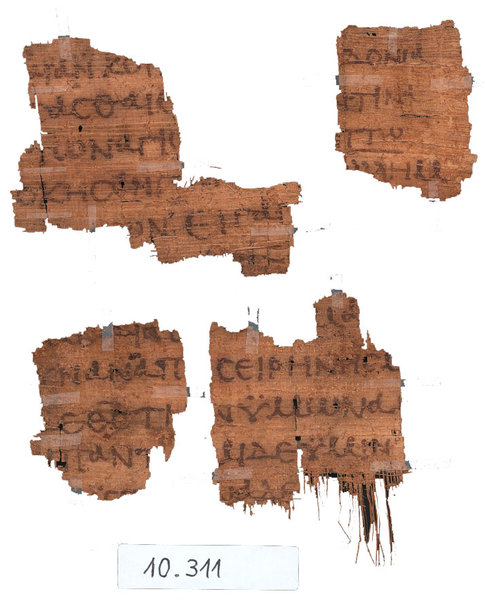
Papiro 118.

El Papiro 118 (en la numeración Gregory-Aland) designado como {\displaystyle {\mathfrak {P}}}118, es una copia antigua de una parte del Nuevo Testamento en griego. Es un manuscrito en papiro de la Epístola a los romanos y contiene la parte de Romanos 15:26-27,32-33; 16:1,4-7,11-12. Ha sido asignado paleográficamente al siglo III.
El texto griego de este códice es un representante del Tipo textual alejandrino, también conocido neutral o egipcio. Aún no ha sido relacionado con una Categoría de los manuscritos del Nuevo Testamento.
Este documento se encuentra en Institut für Altertumskunde de la Universidad de Colonia (Inv. No. 10311), en Colonia (Alemania).

### Lectura recomendada
- G. Schenke, Kölner Papyri 10 (2003), pp. 33–37.